# Bataille de Legé (1794)
Pour les articles homonymes, voir Bataille de Legé.
Guerre de Vendée
Batailles
La troisième bataille de Legé se déroule le 6 février 1794 lors de la guerre de Vendée. Elle s'achève par la victoire des Vendéens qui reprennent brièvement la ville de Legé.

## Prélude
Après leur victoire à la bataille de Chauché, le 2 février 1794, contre une colonne du général Grignon, les forces vendéennes de Charette, Sapinaud et Joly traversent Les Essarts, La Ferrière, La Roche-sur-Yon et Rocheservière afin d'éviter d'autres colonnes républicaines lancées à leur poursuite. 
Pendant ce temps le 3 février 1794, le général républicain Florent Joseph Duquesnoy reprend à Montaigu le commandement de sa colonne, provisoirement cédé au général Bonnaire pour cause de maladie. Le lendemain, il sort de Montaigu et se porte sur Saint-Fulgent, puis sur Les Essarts. Il se lance ensuite à la poursuite de la troupe de Charette et Sapinaud et s'empare de 25 Vendéens à La Ferrière, puis il fait sa jonction à La Roche-sur-Yon avec les 1 200 hommes de la colonne de Dufour, venue de Chantonnay,.

## Forces en présence
Depuis fin janvier 1794, la cinquième colonne de l'armée du général Haxo occupe la ville de Legé. Haxo est quant à lui à Machecoul le 28 janvier où il apprend qu'un convoi parti de Legé pour Nantes a été attaqué par les Vendéens avec perte de dix hommes tués ou blessés et que le poste d'Aizenay a été envahi. Attribuant ces échecs aux commandants des différents postes, Haxo charge le capitaine Ducasse, du 39e régiment d'infanterie de ligne, de prendre le commandement de la garnison de Legé,
D'après Savary, l'effectif de la colonne cantonnée à Legé est de 600 à 700 hommes. Dans ses mémoires, le chef vendéen Pierre-Suzanne Lucas de La Championnière estime quant à lui que la garnison est forte au moment de l'attaque de 800 hommes, dont un bataillon de Bordeaux. Les républicains disposent également de deux canons,,.
Les forces vendéennes sont estimées par Ducasse à 800 fantassins et 100 cavaliers, d'après une lettre du chef de brigade Prat au général Haxo,. L'historien Lionel Dumarcet porte le nombre des Vendéens à 3 000.

## Déroulement
Le 6 février, les Vendéens attaquent Legé, par la route de Rocheservière, au nord-est,. Le chef vendéen, Pierre-Suzanne Lucas de La Championnière écrit dans ses mémoires : « Les républicains cantonnés à Legé avaient massacré tous les habitants d'alentour ; les cadavres des femmes et des enfants, rangés dans tous les villages avec une symétrie barbare dont les sauvages n'eussent pas été capables, semblaient crier vengeance à leurs parents qui leur survivaient »,,.
Malgré le feu de leurs deux canons, les républicains prennent rapidement la fuite, presque sans combattre,. Ils se replient en direction du nord, par la route de Nantes, mais leur retraite est coupée par une rivière en crue et ils sont rattrapés et massacrés par les Vendéens,.
Les survivants, avec parmi eux le capitaine Ducasse, rejoignent les troupes du chef de brigade Prat à Corcoué-sur-Logne. Les républicains évacuent ce poste le lendemain.

## Pertes
Les pertes républicaines sont lourdes. Selon Lucas de La Championnière, seuls 60 des 800 hommes de la garnison parviennent à s'enfuir. Lorsque le général Florent Duquesnoy reprend la ville trois jours plus tard, il écrit que « trois ou quatre cents cadavres dans le village et les environs empoisonnent l'air » et que « tous ces morts étaient revêtus de l'habit national »,. L'abbé Gillier, prêtre réfractaire, donne également un bilan de 400 tués pour les bleus. Plusieurs mois plus tard, dans un rapport adressé le 16 octobre 1794 au Comité de salut public, le représentant en mission Charles-Jacques-Étienne Girard-Villars écrit que les Vendéens de Charette avaient tué 200 hommes lors de la bataille.
Les Vendéens ne font pas de prisonniers, les républicains qui se rendent sont aussitôt fusillés,. Dans ses mémoires Lucas de La Championnière écrit: « Que de fois j'ai gémi sur la nécessité de faire périr tant de gens dont la moitié peut-être partageait notre opinion ; mais les prisonniers faits dans l'année précédente étaient venus nous attaquer de nouveau ; nous savions qu'un jeune homme renvoyé sur sa parole n'était pas maître de la tenir. Peu d'entre ceux que nous aurions faits prisonniers auraient consenti à partager notre misère et nous n'avions plus d'endroits à pouvoir nous assurer d'eux ».
Seuls deux jeunes tambours auraient été épargnés par Joly à condition de marcher avec les royalistes. Un officier nommé Beaumel est également sauvé grâce, selon Lucas de La Championnière, à l'intervention de « son ami intime qui se trouvait parmi nous depuis peu de jours ». Beaumel rejoint alors les rangs des Vendéens et combat parmi eux jusqu'à sa mort à la bataille de la Bégaudière, le 21 février 1796.
Les royalistes s'emparent également des deux canons et de leurs caissons, ainsi que de deux ambulances arrivées à Legé le matin même,.
Les pertes des Vendéens ne sont pas connues. Parmi les morts figure cependant le fils du général Jean-Baptiste Joly, également prénommé Jean-Baptiste,.

## Conséquences
Les Vendéens sont maîtres de Legé, mais d'après Lucas de La Championnière, « les cadavres d'hommes et d'animaux et les charognes de toute espèce faisaient de Legé un endroit infect ». Les vainqueurs abandonnent la ville le soir même pour passer la nuit à La Benate, près du bourg de Corcoué-sur-Logne. À minuit, une demi-brigade de Mayençais venue de Palluau, sous les ordres de l'adjudant-général Wolf, reprend possession de Legé, mais elle rétrograde le lendemain matin,,.
Lors de sa marche vers La Benate, Charette parvient à franchir sans difficulté la rivière de la Logne avec ses cavaliers, mais les fantassins peinent à faire traverser les canons au Moulin-Guérin. Les traînards sont alors surpris par un détachement de hussards de la colonne de Palluau qui sème la panique dans leurs rangs,. Les hussards s'emparent des voitures transportant les farines, les pains et les blessés, tandis que les fuyards courent se cacher dans le bois de Rocheservière,. Le lendemain, selon Lucas de La Championnière, ces derniers rencontrent des républicains rescapés du combat de la veille : « À la vue les uns des autres, ils crurent mutuellement que le parti opposé faisait la fouille et ils se demandèrent grâce de part et d'autre »,.
Pendant ce temps, Duquesnoy sort de La Roche-sur-Yon, puis passe par Aizenay et Palluau,. Dans une lettre adressée à Turreau, il écrit : « j'ai brûlé toutes les maisons et tué tout ce que j'ai rencontré sur ma route »,. Le 9 février, il atteint Legé,. Cependant, sa colonne ne peut s'y maintenir à cause des cadavres qui « empoisonnent l'air » selon Duquesnoy,. Charette est quant à lui signalé le même jour à Saint-Philbert-de-Grand-Lieu. Le lendemain, Duquesnoy se porte à la rencontre des Vendéens qu'il attaque au pont de Noyers, près de Saint-Colombin.